# 文室弟直
文室 弟直（ふんや の おとなお）は、平安時代初期の貴族。名は乙直、弟貞とも記される。姓は真人のち朝臣。大納言・文室浄三の孫。大宰大弐・文室与伎の子。官位は従四位下・播磨守。

## 経歴
大伴親王（のち淳和天皇）が幼い頃に母（藤原旅子）を喪ったため、桓武天皇は身寄りをなくしたことを憐れみ、女官を務めていた弟直の生母である平田孫王を養母とした。延暦20年（801年）従五位下・土佐守に叙任され、桓武朝末の延暦25年（806年）に左大舎人助となった。
大同5年（810年）薬子の変終結後に大蔵少輔次いで少納言に任ぜられる。その後、嵯峨朝において時期は明らかでないが真人姓から朝臣姓に改姓している。
弘仁13年（822年）20年以上ぶりに昇進して従五位上に叙せられると、弘仁14年（823年）4月の淳和天皇の即位に伴い正五位下、同年11月の大嘗祭で正五位上、翌天長元年（824年）正月には従四位下と淳和朝初頭に続けて昇叙される。のち、治部大輔・上野守・備中守・播磨守などを歴任した。
天長7年閏12月18日（831年2月4日）卒去。享年61。

## 人物
官職に在任の間、毀誉褒貶はなかった。生来、折り目の正しさがなく、物事に対する弁えがなかったが、天寿を全うしたという。

## 官歴
『日本後紀』による。
- 時期不詳：正六位上
- 延暦20年（801年） 日付不詳：従五位下。土佐守
- 延暦25年（806年） 2月16日：左大舎人助
- 時期不詳：大監物
- 大同5年（810年） 9月18日：大蔵少輔。10月19日：少納言
- 時期不詳：真人姓から朝臣姓に改姓
- 弘仁13年（822年） 正月7日：従五位上
- 弘仁14年（823年） 4月27日：正五位下。11月20日：正五位上
- 天長元年（824年） 正月7日：従四位下
- 時期不詳：治部大輔。上野守。備中守。
- 天長3年（826年） 日付不詳：播磨守
- 天長7年（830年） 閏12月18日：卒去（従四位下）